# Глорія Куссіуеде
Глорія Куссіуеде (4 квітня 1989) — бенінська плавчиня.
Учасниця Олімпійських Ігор 2004, 2008 років.